# إلمينا م. رويس غافيت
إلمينا م. رويس غافيت (اسم الولادة: رويس؛ ليصبح بعد زواجها رويس غافيت؛ 8 سبتمبر 1828 – 25 أغسطس 1898) هي طبيبة أمريكية. تُعتبر رويس غافيت أيضًا مؤسسة المجلة الطبية النسائية والمحررة الأولى لها، إذ تمثل هذه المجلة أول مجلة علمية شهرية منشورة لتوجيه الاهتمام نحو الطبيبات النساء بشكل حصري.  
كانت غافيت أول طبيبة أنثى في توليدو التابعة لولاية أوهايو، إذ قدمت إليها بهدف ممارسة مهنتها بعد التخرج من كلية الطب. تميزت غافيت بامتلاكها رؤية عظيمة ومثلًا عليا للنساء في الطب. أنشأت غافيت هذه المجلة بسبب الحاجة إلى وسائل اتصال مناسبة بين النساء الممارسات لمهنة الطب اللواتي توزعن على نطاق واسع آنذاك، إذ أسست أول مجلة عملية طبية عملية شهرية موجهة للطبيبات. بسبب هذه الحاجة، أصبحت غافيت محررة هذه المجلة.

## حياتها المبكرة وتعليمها
وُلدت إلمينا م. رويس في فليتشر، فيرمونت، في 8 سبتمبر 1828. كان ترتيبها الثانية من بين ثمانية أطفال. تمتلك رويس غافيت جذورًا تطهيرية من إنجلترا الجديدة. اعتُبر والداها إلى حد كبير بمثابة مرشدي العائلة، سواء في الأمور الدينية أو العلمانية، إذ توفرت المدارس العامة لنصف العام، بينما كانت امتيازات الكنيسة قليلة ومتباعدة.
عند بلوغ رويس غافيت سن الرابعة عشرة، دفعت المصالح التجارية عائلتها إلى الانتقال نحو وونسوكيت في رود آيلاند. على مدى السنوات الاثنتي عشرة التالية، عانت غافيت من توعك في الصحة.
على أمل إيجاد بعض الفائدة من خلال السعي لتحقيق ما بدا في ذلك الوقت بعيد المنال، بالإضافة إلى غياب أي فرص متاحة أمام النساء الأمريكيات اللواتي وعدن ببذل نفع أكبر من مهنة الطب، دخلت رويس غافيت كلية الطب النسائية في فيلادلفيا في عام 1862.

## حياتها المهنية
في عام 1865، تلقت غافيت دعوة للعمل كطبيبة منزلية في مؤسسة في كليفتون سبرينغز، نيويورك. بعد عامين على ذلك، ذهبت غافيت إلى روتشستر، مينيسوتا، حيث افتتحت عيادة عامة ولاقت نجاحًا معتبرًا. في عام 1869، انتقلت غافيت إلى توليدو، أوهايو. خلال ذلك العام، تبنت أطفال أختها العمياء الستة، الذين تراوحت أعمارهم بين يومين اثنين واثنتي عشرة سنة.
في 9 سبتمبر 1876، تزوجت غافيت من القس إلناثان كورينغتون غافيت (1808 – 1896)، الذي كان أحد كبار الكنيسة الأسقفية الميثودية.
بعد زواجها، واصلت غافيت مهنتها، وكانت من أوائل ممارسي المهنة في ولاية أوهايو. في يناير 1893، أسست غافيت المجلة الطبية النسائية في توليدو وشغلت منصب أول رئيسة تحرير لها. خُصصت هذه المجلة لمصالح الطبيبات النساء وتقدمهن في الولايات المتحدة. يعد تأسيس المنظمة الأمريكية الطبية للنساء في عام 1915 وخلال سنواتها السبعة الأولى، كانت المجلة بمثابة الجهاز الرسمي للمنظمة. بدأت عمليات توزيع المجلة على الطبيبات النساء كوسيلة من وسائل التواصل وتعزيز تقدمهن المهني. أصبحت بعض الطبيبات الأخريات من الطبيبات الأديبات، لكن لم تدرك غافيت آنذاك أنها بعملها هذا قد أسست السجل التاريخي الوحيد الذي يوثق نشاطات الطبيبات النساء.